# تمثال أوسكار وايلد التذكاري
تمثال أوسكار وايلد التذكاري (بالإنجليزية: The Oscar Wilde Memorial Sculpture) هو عبارة عن مجموعة من ثلاثة تماثيل في ميدان ميريون في دبلن بجمهورية أيرلندا، لإحياء ذكرى الشاعر والكاتب المسرحي الأيرلندي أوسكار وايلد. تم الكشف عن المنحوتات في عام 1997 وقام بتصميمها وصنعها النحات الإنجليزي داني أوزبورن.

## التاريخ

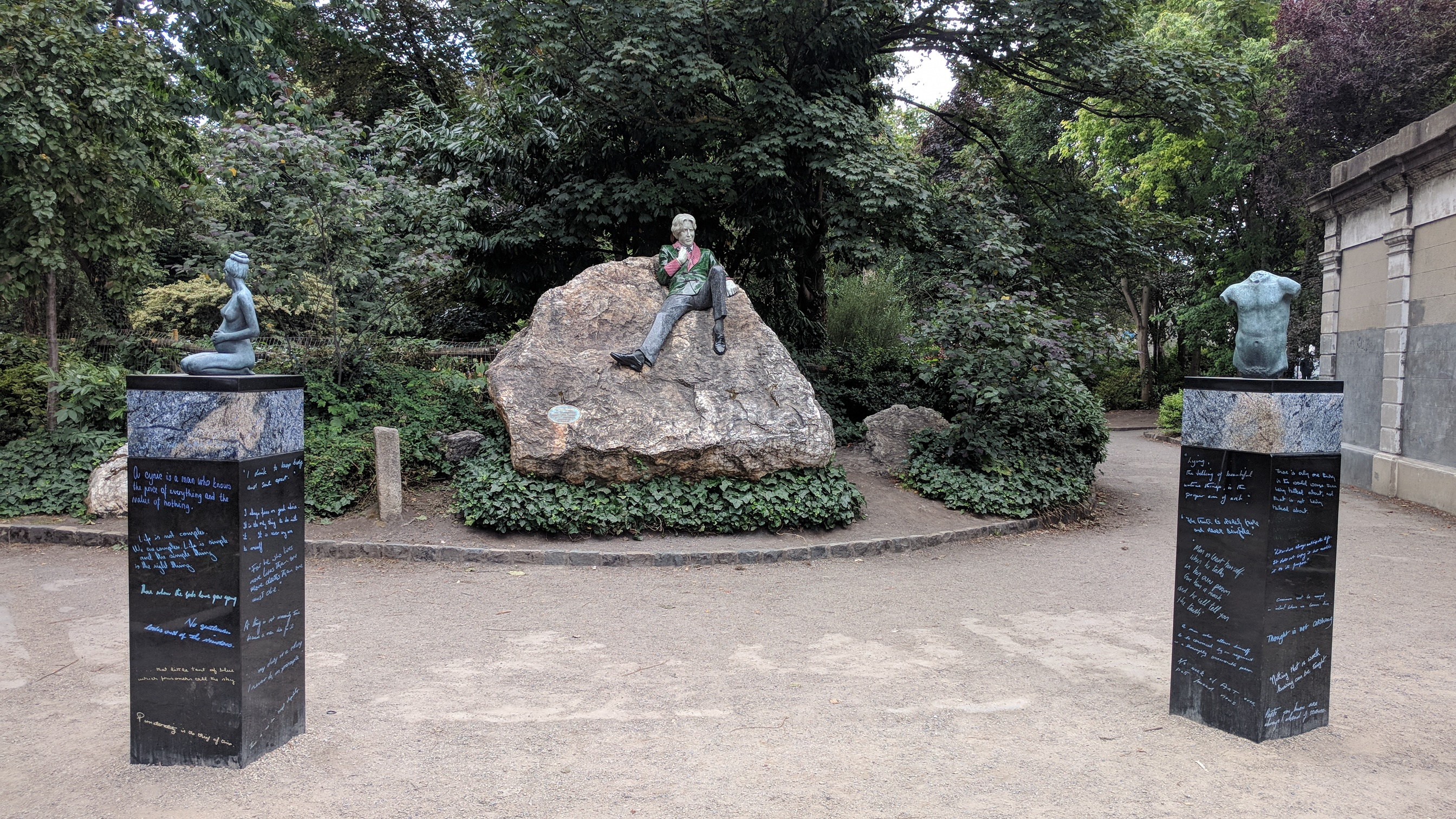
قطعة تمثال ورفيق

تم تكليف النحات الإنجليزي داني أوسبورن من قبل مجموعة غينيس أيرلندا لإنشاء تمثال لإحياء ذكرى أوسكار وايلد، الذي كشف عنه ميرلين هولاند وهو حفيد وايلد في عام 1997. تم زيادة الميزانية الأولية البالغة 20.000 جنيه إسترليني أيرلندي في وقت لاحق إلى 45.000 جنيه إسترليني أيرلندي. نظرًا لاعتبار الرخام وحده غير مناسب، تم تشكيل التمثال من أحجار ملونة مختلفة من ثلاث قارات. جذع التمثال من اليشم الأخضر من كولومبيا البريطانية، كندا، والثوليت الوردي من النرويج. الأرجل من الجرانيت الأزرق اللؤلؤي النرويجي مع حذاء أسود هندي مصنوع من مادة تشارنوكايت وانتهى برباط الحذاء برونزية. يرتدي التمثال أيضًا ربطة عنق من كلية الثالوث مصنوعة من الخزف المزجج، وثلاث جعرانات فرعونية - خاتم زفاف وايلد واثنان من الجعران، واحدة للحظ السعيد، والأخرى للحظ السيء.
تم تركيب التمثال مع وضع وايلد مستلقيا على صخرة الكوارتز الكبيرة التي حصل عليها أوزبورن نفسه من جبال ويكلو. يشتمل التمثال أيضًا على عمودين يحيطان بالصخرة مع وجود عمود واحد فيه تمثيل عاري لزوجة وايلد كونستانس لويد وهي حامل في الأعلى. الآخر لديه بدن لذكر يمثل ديونيسوس، الإله اليوناني للدراما والنبيذ، فوقها. كل من المنحوتات المرافقة مصنوعة من البرونز والجرانيت، وكلا الركائز فيها نقوش من قصائد وايلد منحوتة عليهن. نقوش لاقتتباسات وايلد مكتوبة بنسخ خط اليد الشخصي لشخصيات بما في ذلك الشاعر الأيرلندي شيموس هيني، والكاتب الأيرلندي جون بي. كيني والرئيس الأيرلندي مايكل دي. هيغينز.
قام ثلاثة أشخاص، كانوا يعيشون في ذلك الوقت بالقرب من استوديو ويست كورك للفنان، بتقديم نماذج للمنحوتات الثلاثة.
عندما تم الكشف عن التمثال في عام 1997، كان أول تمثال لإحياء ذكرى وايلد، الذي توفي قبل 97 عامًا. استقبلت الثناء بالإجماع على المواد المستخدمة وموقعها بالقرب من منزل طفولته في 1، ميدان ميريون. في عام 2010، كان لا بد من استبدال رأس وايلد الخزفي لأن الشقوق كانت تتشكل عليه. تم استبدال رأس الخزف برأس جديد مصنوع من الجاديت الأبيض.

## التأثير والأهمية
في مقال نشر في مايو 2001 في الطبعة الأيرلندية لصحيفة الصنداي تايمز، علق مارك كينان على الانتظار الطويل المثير للدهشة لإحياء ذكرى وايلد في مدينته الأم واقترح تفسيرا للتأخير، «... قبل عقد من الزمن، لا ربما لم يجرؤ العناصر أكثر محافظة في دبلن على السماح لمدينته بإحياء ذكرى اسمه». وافقت مؤرخة الفن باولا مورفي، قائلة: «لقد استغرق الأمر ما يقرب من مائة عام لمؤسسة أيرلندية عامة أو خاصة، للمخاطرة بالإشارة إلى أننا قد نعتبر أن أوسكار وايلد يستحق هذا الاحتفال. ولكن بعد ذلك استغرق الأمر نفس الطول من الوقت لأيرلندا أن تستيقظ، على مضض، على وجود التوجه الجنسي وواقع الطريقة التي تملي بها أسلوب حياته». استغرق الأمر أيضا في لندن، حيث قضى وايلد معظم حياته، لتخليد ذكراه: أزيح الستار عن منحوتة محادثة مع أوسكار وايلد للفنانة الإنجليزية ماغي هامبلينغ في لندن في عام 1998.
كتبت سارة سميث في مناقشتها للتمثال في مقالها في عام 2012 «نحت الأيرلندية: مناقشة التماثيل التذكارية في دبلن لأوسكار وايلد وفيل لينوت» لمجلة النحت:
هناك اختلاف آخر يتمثل في تعبير الوجه الخاص بالشخص، والذي يمكن أن يوصف بأنه يعكر صفو الشكل الواقعي المثير للجدل. يعتزم الفنان تمثيل وجهين متناقضين من وايلد، يبتسم نصف وجهه على نطاق واسع... بينما يحمل الآخر تعبيرًا كئيبًا... وتردد هذه الفجوة في وضعه على كلا الجانبين. نظرًا لموقعه في زاوية المنتزه عند منعطف المسار الخارجي، يرى زائر النصب جانبًا من وايلد عند الاقتراب وآخر عند المشي بعيدًا. أحدهما هو وايلد البارز الذي يتم تذكره في أغلب الأحيان في الثقافة الشعبية، والآخر هو «الرجل المكسور» الذي أصبحه بعد سجنه لمدة عامين بسبب قيامه بعلاقات مثلية.

يقول سميث «لا يسعنا إلا أن نقرأ هذا العمل وفقًا لاتفاقيات اللباس والإيماءات الحالية»، قائلاً:
إن اختيار «وايلد»، الذي يستحضر الصور التاريخية والشعبية للفن المألوف ل«الذكورة الأنثوية»، واستخدام الألوان لهذه «الشخصية الملونة» ونظراته الموجهة إلى جذع التمثال الذكر العاري تتلاقى جميعًا مع معرفتنا بمثليته الجنسية. وبالتالي نرى فرطًا في التأكيد على نشاطه الجنسي في هذا العمل، معززًا بالألقاب التي أعطاها له سكان دبلن.